# 의치

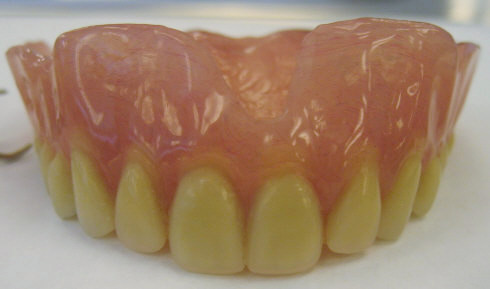
의치 (틀니)

의치(義齒, dentures)는 이가 빠진 사람 또는 제거한 사람이 씹는 기능을 대신하기 위해 박아넣는 것으로 틀니라고도 한다.

## 개요
틀니는 사람이 나이가 들거나 사고를 당해서 치아가 빠지거나 결손된 경우 사용하는 틀로 연결된 의치를 말한다.
틀니는 크게 완전 틀니와 부분 틀니로 구분되는데 치아가 하나도 없어서 잇몸과 턱뼈 위에 얹어 지는 틀니를 완전 틀니라 하고 부분 부분 남아있는 치아에도 끼워지고 이가 없는 잇몸위에도 함께 연결되어 끼어지는 틀니를 부분 틀니라 한다.
틀니는 각자의 잇몸의 구조에 맞게 설계되기 때문에, 개인의 도구로서 사용되어야 한다. 틀니를 통해서 실제 자기 치아의 최대 60%까지의 기능 회복이 가능하고, 쉽고 빠른 시술이 이루어질 수 있다는 장점은 존재하지만, 인접치아를 깎아야 하는 단점이 존재한다.
틀니는 치아의 결손이 있는 부분에 직접 인공치아를 심는 임플란트와 비교될 수 있는데 틀니는 매일 갈아주야하고 끼웠다 뺐다 하는 것이지만 임플란트는 영구적이고 개별적으로 인공치아를 심는점에서 차이가 있다. 가격면에서도 임플란트가 신체의 일부가 되는 시술이기 때문에 틀니보다 비싸다.
틀니는 우리 몸을 대신하는 물건이기 때문에 사용할 때에는 주의할 점이 많다. 먼저 자신의 치아가 아니기 때문에 달라붙는 음식이나 질긴 음식은 피해야 하고 식사 후에도 틀니를 씻어주고 잇몸또한 씻어주어야 한다. 또한 틀니를 계속 차고 있지 말아야 하는데 치아가 없는 잇몸에 얹어지는 구조물로 계속 끼고 있으면 잇몸에 지나친 압박을 주어 잇몸이 부을 수도 있고 심하면 염증이 생기거나 곪을 수도 있기 때문이다.

## 부분틀니의 사용
가장뒤에 있는 어금니를 포함해서 치아가 많이 사라졌을 때에, 남아있는 치아를 이용해 지지를 하고, 넣었다 뺬다 할 수 있는 착탈식의 '부분틀니'를 만들어 사용한다. 일반적으로 남아 있는 치아를 금관(crown)이나 브릿지(bridge)로 씌워 이곳에 '부분틀니의 고리'가 걸릴 수 있게 자리를 만들고 부분틀니를 이에 맞춰 제작한다.
부분 틀니는 남아있는 치아에 고리를 걸어 고정하기 때문에 움직임이 있고 잔존 치아를 손상시킬 우려가 있다.

## 같이 보기
- 총의치
- 관교의치